# Ceratomegilla undecimnotata
Ceratomegilla undecimnotata é uma espécie de insetos coleópteros polífagos pertencente à família Coccinellidae.
A autoridade científica da espécie é Schneider D. H., tendo sido descrita no ano de 1792.
Trata-se de uma espécie presente no território português.